# Rantau Panjang (Muara Siau)
Rantau Panjang is een bestuurslaag in het regentschap Merangin van de provincie Jambi, Indonesië. Rantau Panjang telt 985 inwoners (volkstelling 2010).